# Институт минералогии УрО РАН
Институт минералогии Уральского отделения Российской академии наук (ИМин УрО РАН) — научно-исследовательский институт в области минералогии, расположенный в городе Миасс Челябинской области (Россия). Основан в феврале 1988 года. С 2019 года входит в состав Южно-Уральского федерального научного центра минералогии и геоэкологии УрО РАН в качестве обособленного подразделения.

## История
26 сентября 1987 года ЦК КПСС и Совет Министров СССР приняли постановление № 1088 «Об Уральском и Дальневосточном отделениях Академии наук СССР». 8 декабря 1987 года Совет Министров РСФСР выпустил аналогичное по содержанию постановление № 487.
Во исполнение названных актов, 22 января 1988 года Президиум Академии наук СССР принял постановление № 12 «Об Уральском и Дальневосточном отделениях Академии наук СССР», в котором, помимо прочего, говорилось о создании в Миассе на базе геологических лабораторий Ильменского государственного геолого-минералогического заповедника имени В. И. Ленина Института минералогии.
Институт минералогии УрО АН СССР был организован постановлением Президиума Уральского отделения АН СССР № 2-10 от 1 февраля 1988 года.
По информации на 2002—2003 год, в составе института — следующие подразделения:
- лаборатория региональной минералогии
- лаборатория прикладной минералогии и минерагении
- лаборатория экспериментальной минералогии и физики минералов
- лаборатория минералогии техногенеза и геоэкологии
- лаборатория комплексных методов исследования минерального сырья
- отдел геоинформационных технологий (включает научную библиотеку, архив, группу глобальных сетевых технологий)[2].

В 1998 году на базе ИМин Уро РАН и Ильменского государственного геолого-минералогического заповедника в филиале Южно-Уральского государственного университета в городе Миассе был открыт геологический факультет. В его составе — две кафедры: «Геология» (общеобразовательная) и «Минералогия и геохимия», выпускающая специалистов с квалификацией «геолог-геохимик».
По состоянию на 2002—2003 год, в штате ИМин УрО РАН было 100 человек, среди которых докторов наук — 9, кандидатов наук — 16, научных сотрудников без учёной степени — 14.
Институт минералогии издаёт научный журнал «Минералогия», который с 26 марта 2019 года входит в Перечень рецензируемых научных изданий ВАК.
Во исполнение требования Правительства РФ к РАН оптимизировать фундаментальную научную деятельность, в 2019 году под одним юридическим адресом были объединены Институт минералогии УрО РАН, Ильменский государственный геолого-минералогический заповедник и Отдел исследования фундаментальных проблем аэрокосмических технологий Челябинского научного центра УрО РАН. Три названных учреждения образовали Южно-Уральский федеральный научный центр минералогии и геоэкологии УрО РАН, директором которого стал доктор геолого-минералогических наук, профессор В. Н. Удачин: до того времени — директор ИМин УрО РАН. В новообразованной структуре Институт минералогии стал обособленным подразделением.

## Основные направления исследований
- Минералогия месторождений полезных ископаемых Южного Урала
- Условия концентрации рудных элементов
- Изучение и моделирование минералообразующих систем и процессов
- Минералогия техногенных образований
- Геоэкология[1][2]

## Директора и руководители института

### Директора
- Анфилогов Всеволод Николаевич (1988—2013)
- Масленников Валерий Владимирович (2013—2016)
- Удачин Валерий Николаевич (2016—2019)

### Руководители
- Мелекесцева Ирина Юрьевна (с 2019)

## Галерея

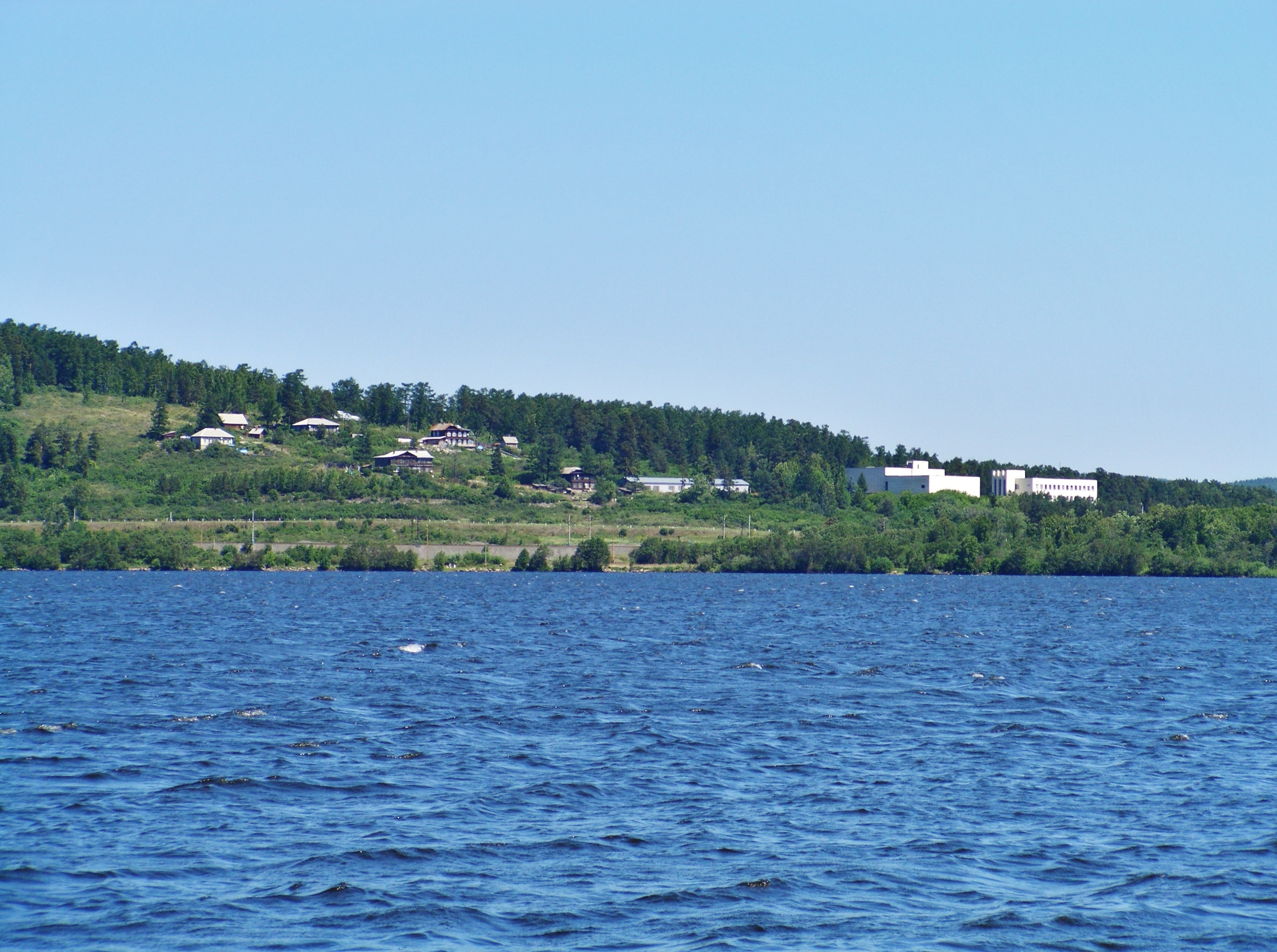
Вид с Ильменского озера на ИМин УрО РАН и Естественно-научный музей Ильменского заповедника
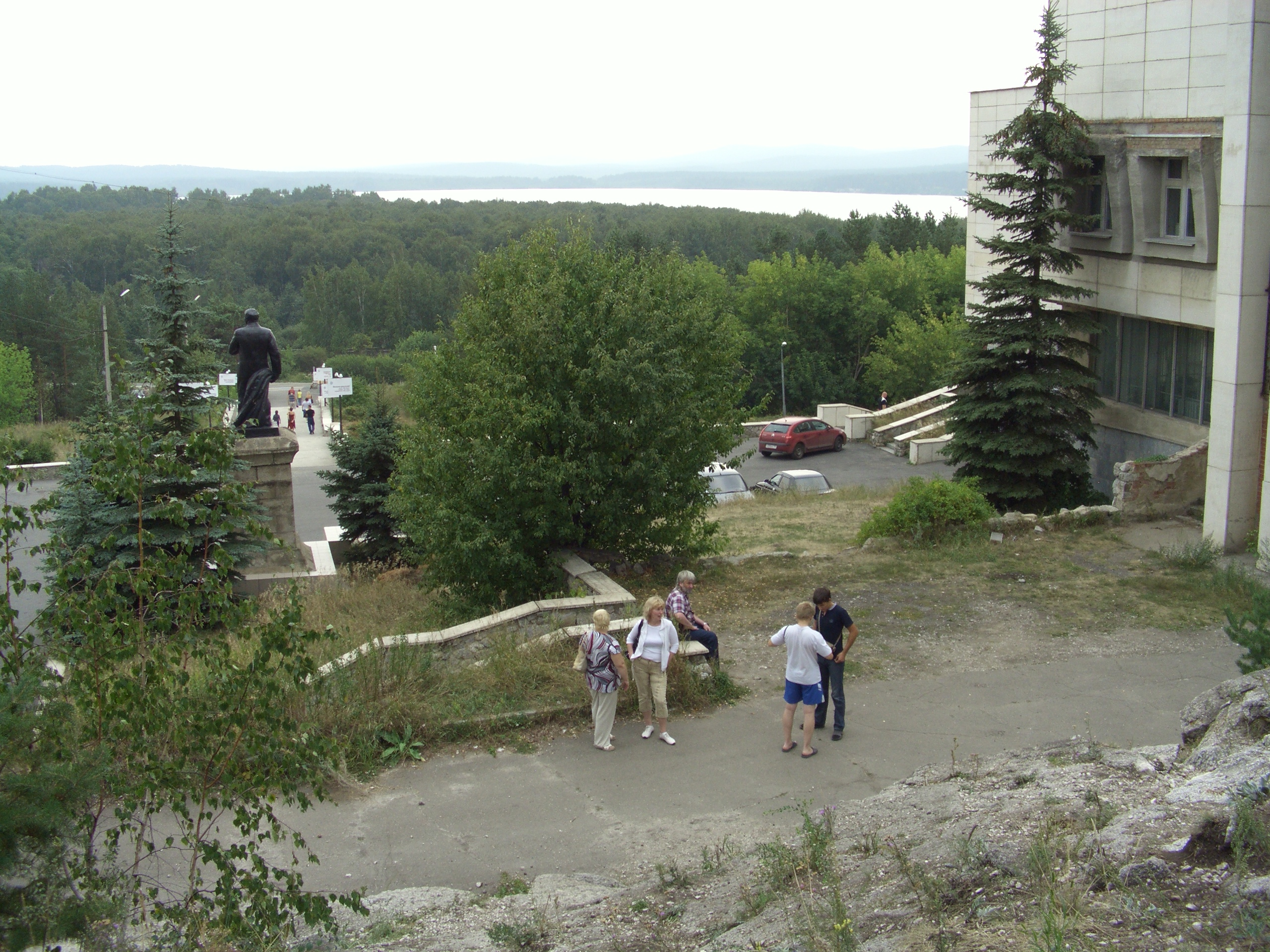
Панорамный вид из сквера у ИМин Уро РАН. На горизонте — Ильменское озеро
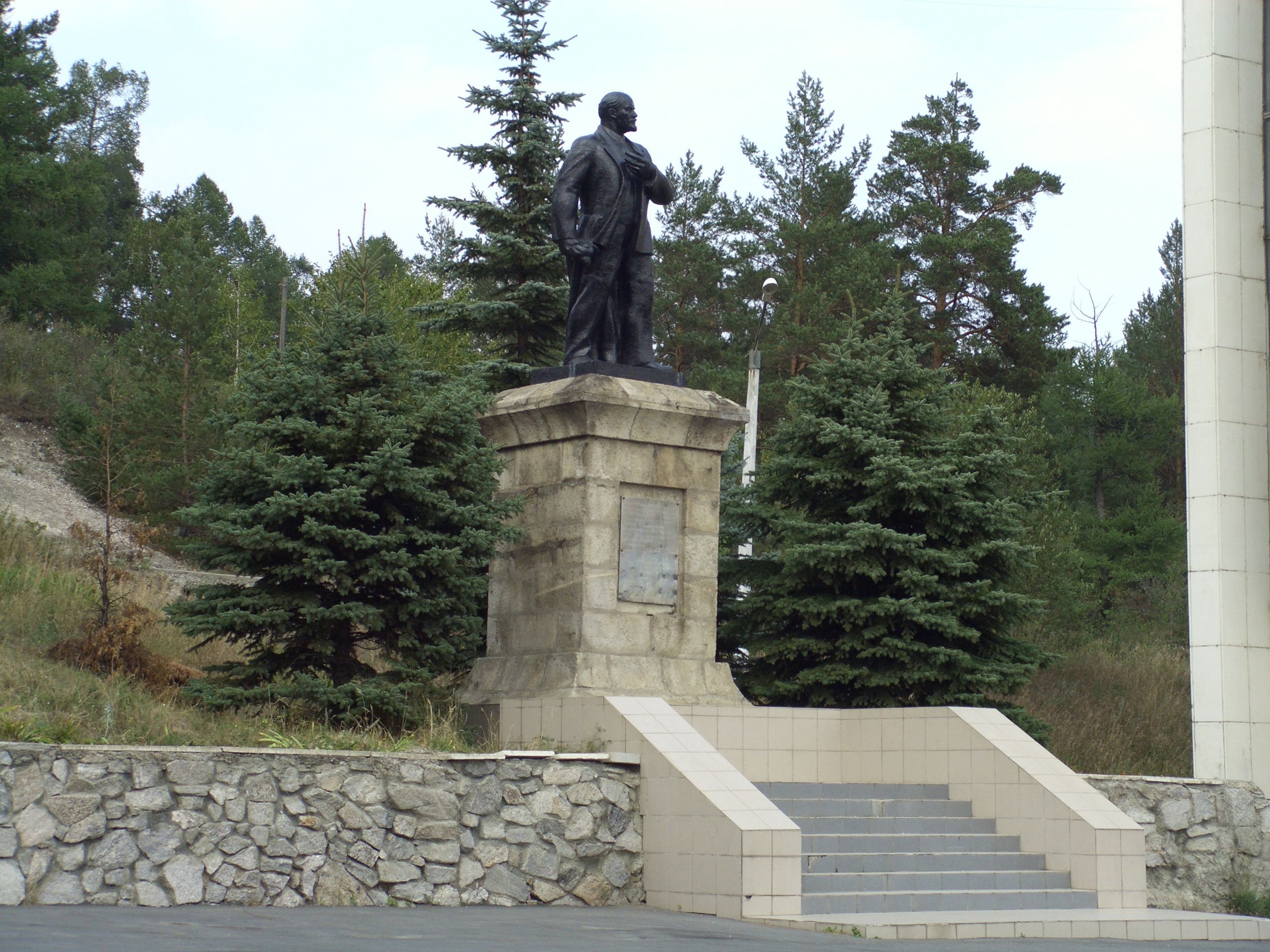
Памятник В. И. Ленину у ИМин УрО РАН и Естественно-научного музея Ильменского заповедника
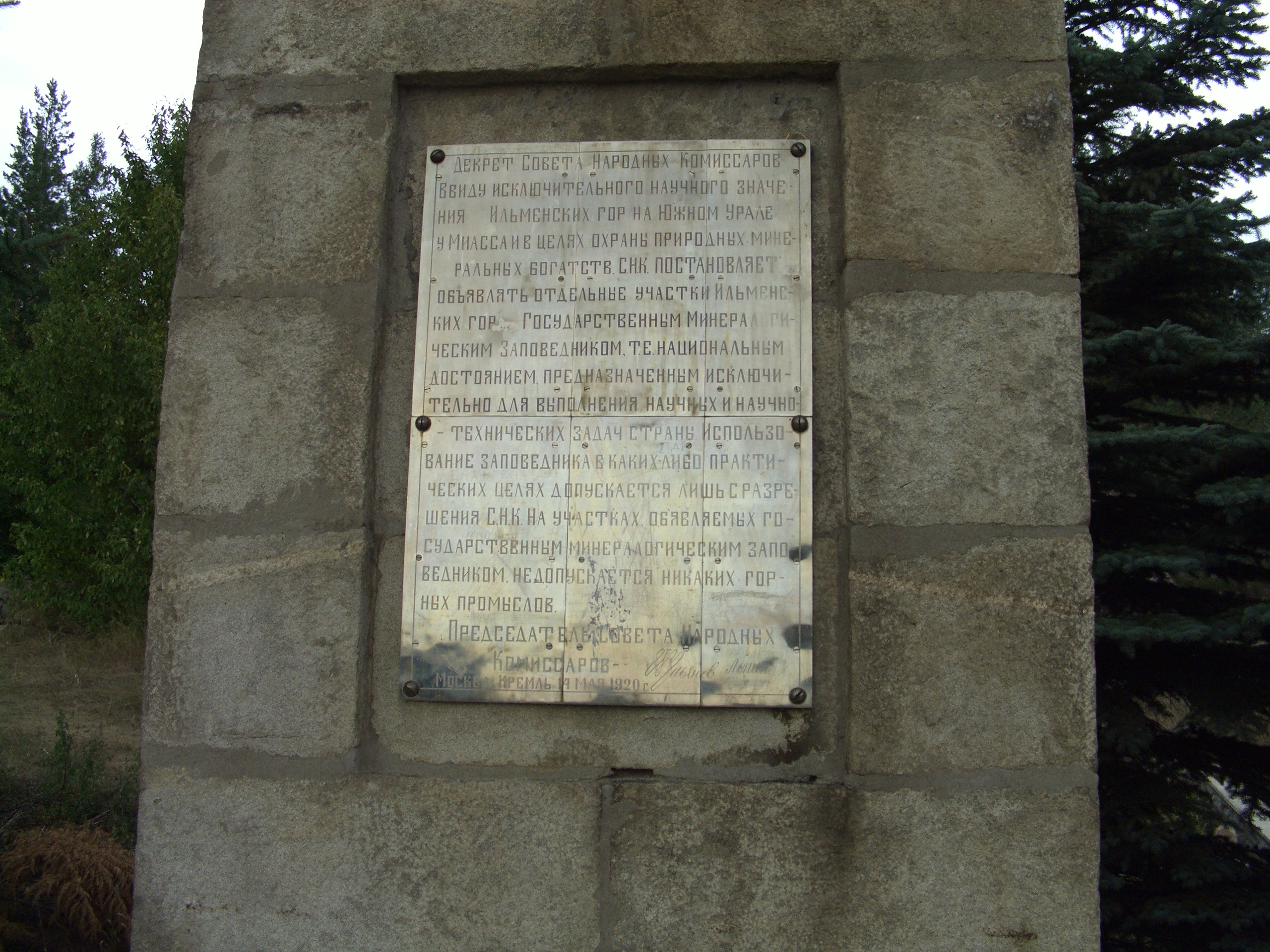
Памятник В. И. Ленину у ИМин УрО РАН: текст декрета от 14.05.1920 об основании Ильменского заповедника
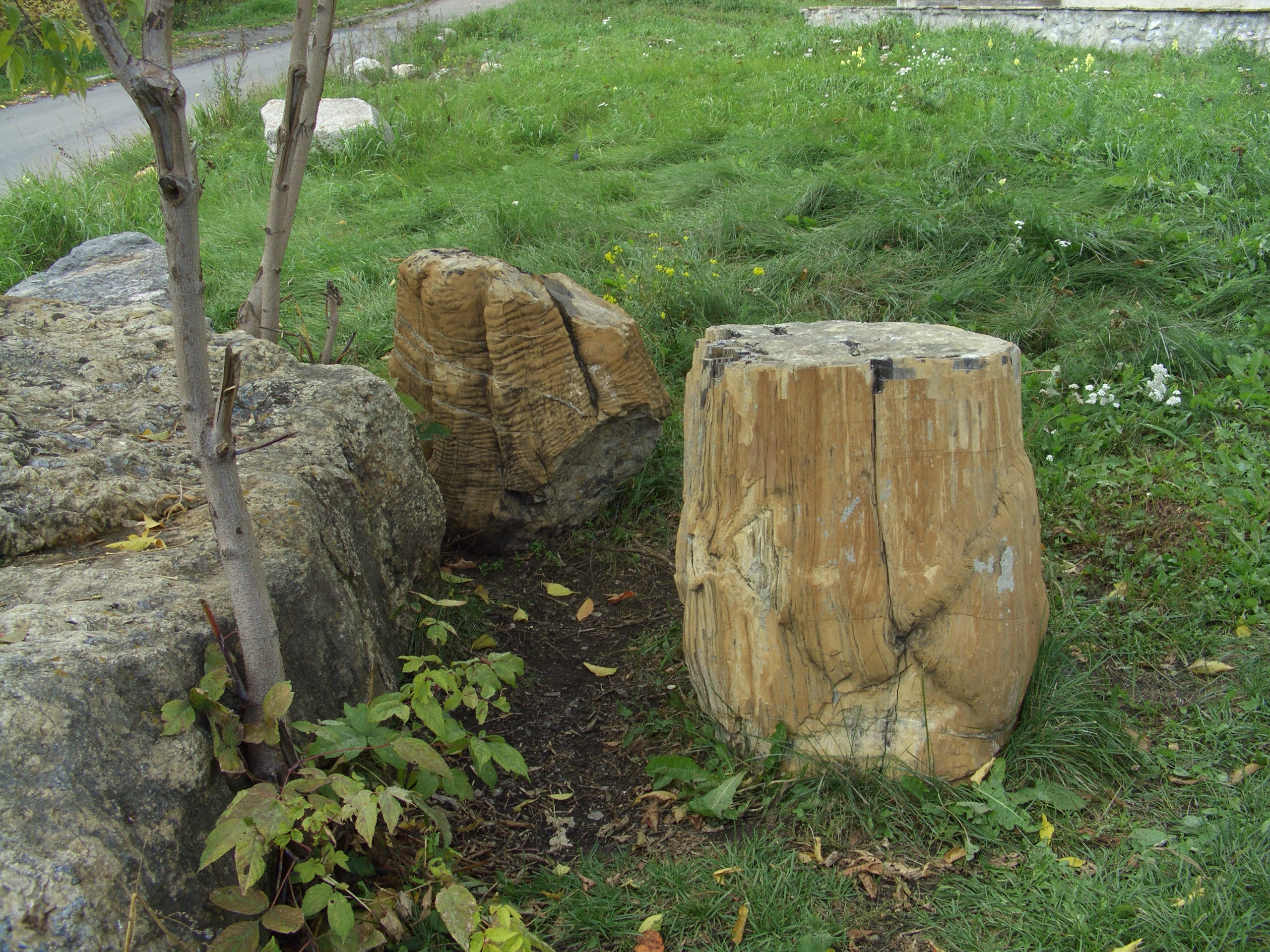
Окаменевшие пни деревьев в сквере у ИМин УрО РАН и Естественно-научного музея Ильменского заповедника
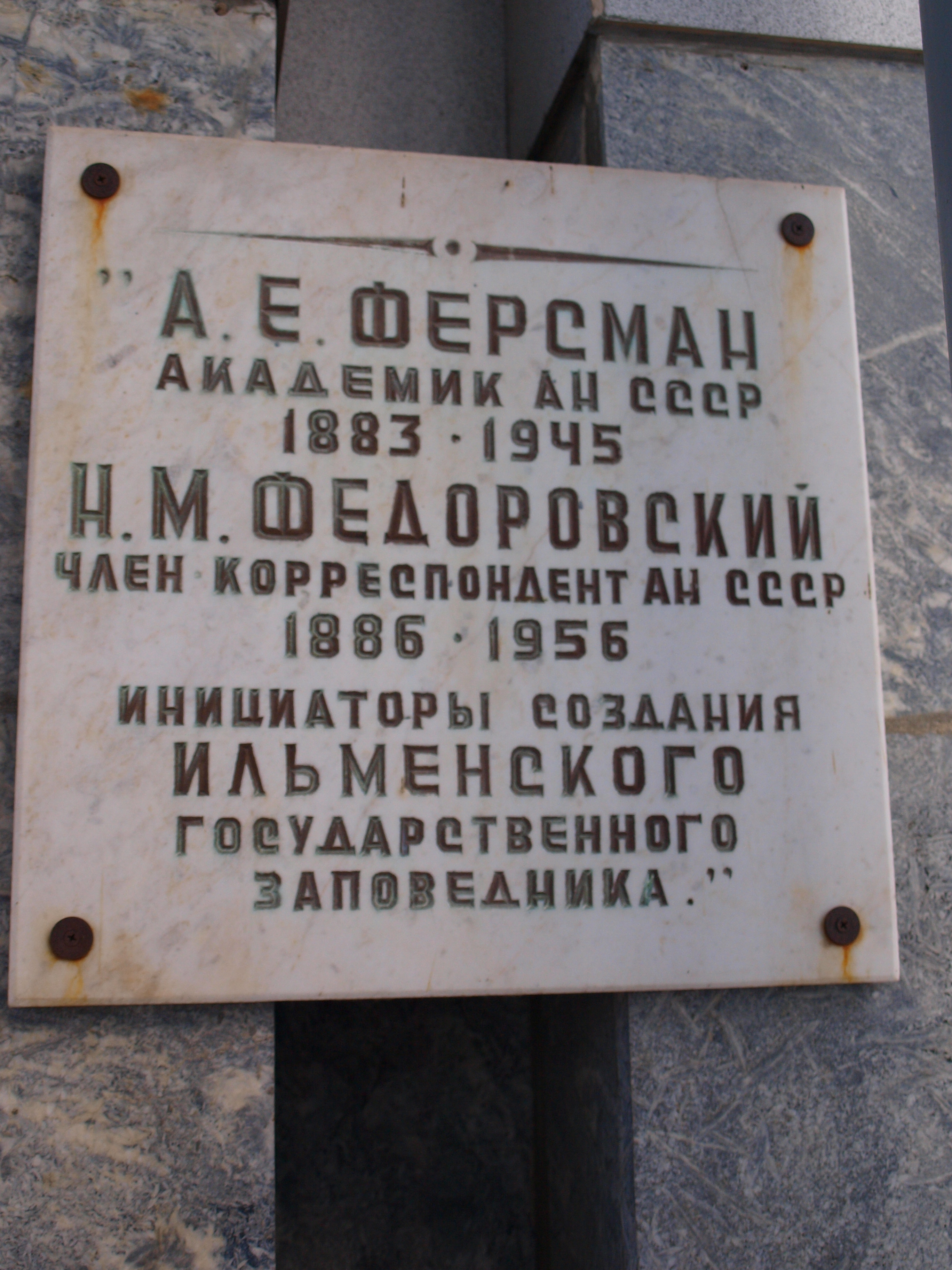
Памятная доска на здании ИМин УрО РАН
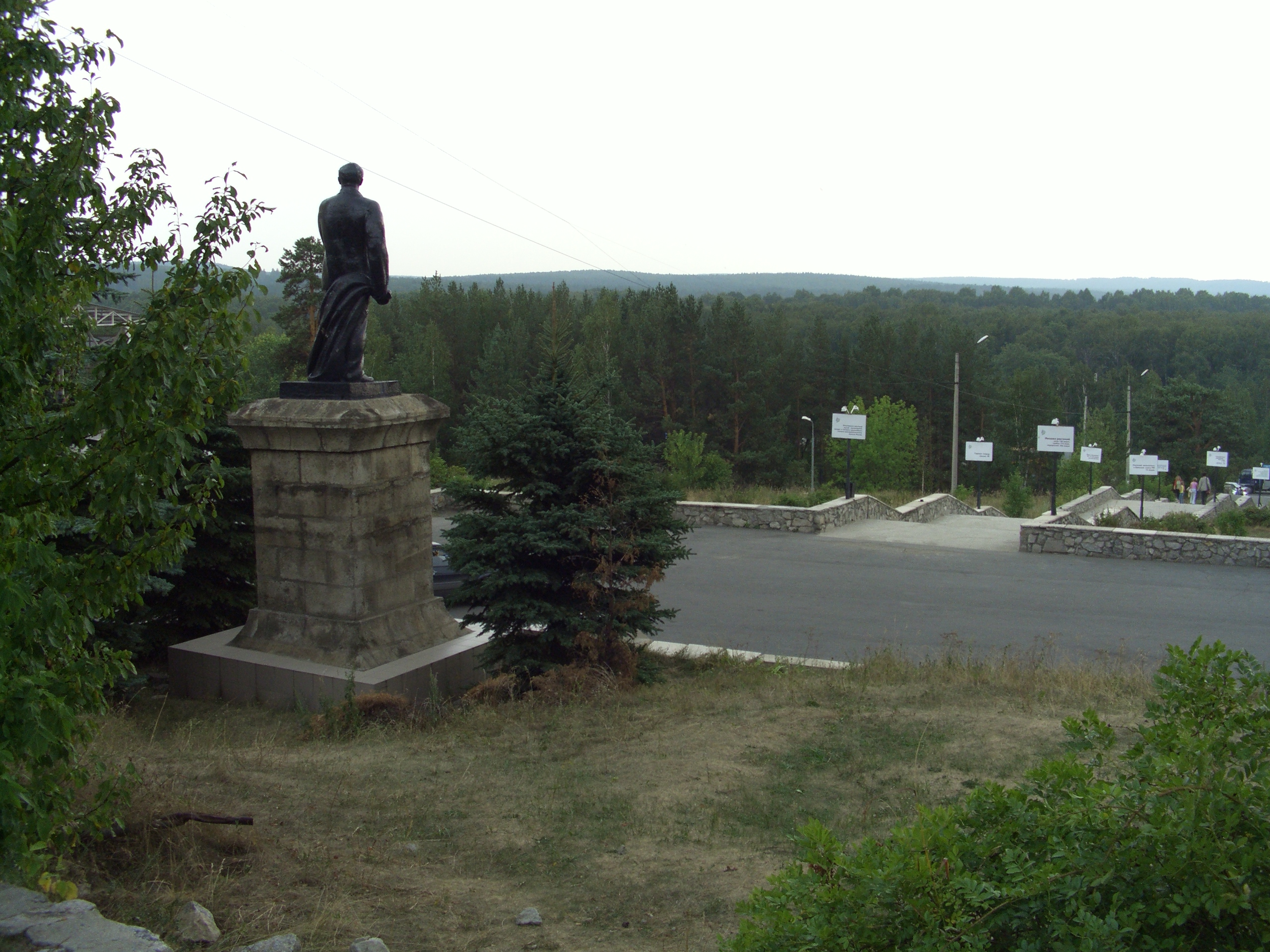
Панорамный вид из сквера у ИМин Уро РАН
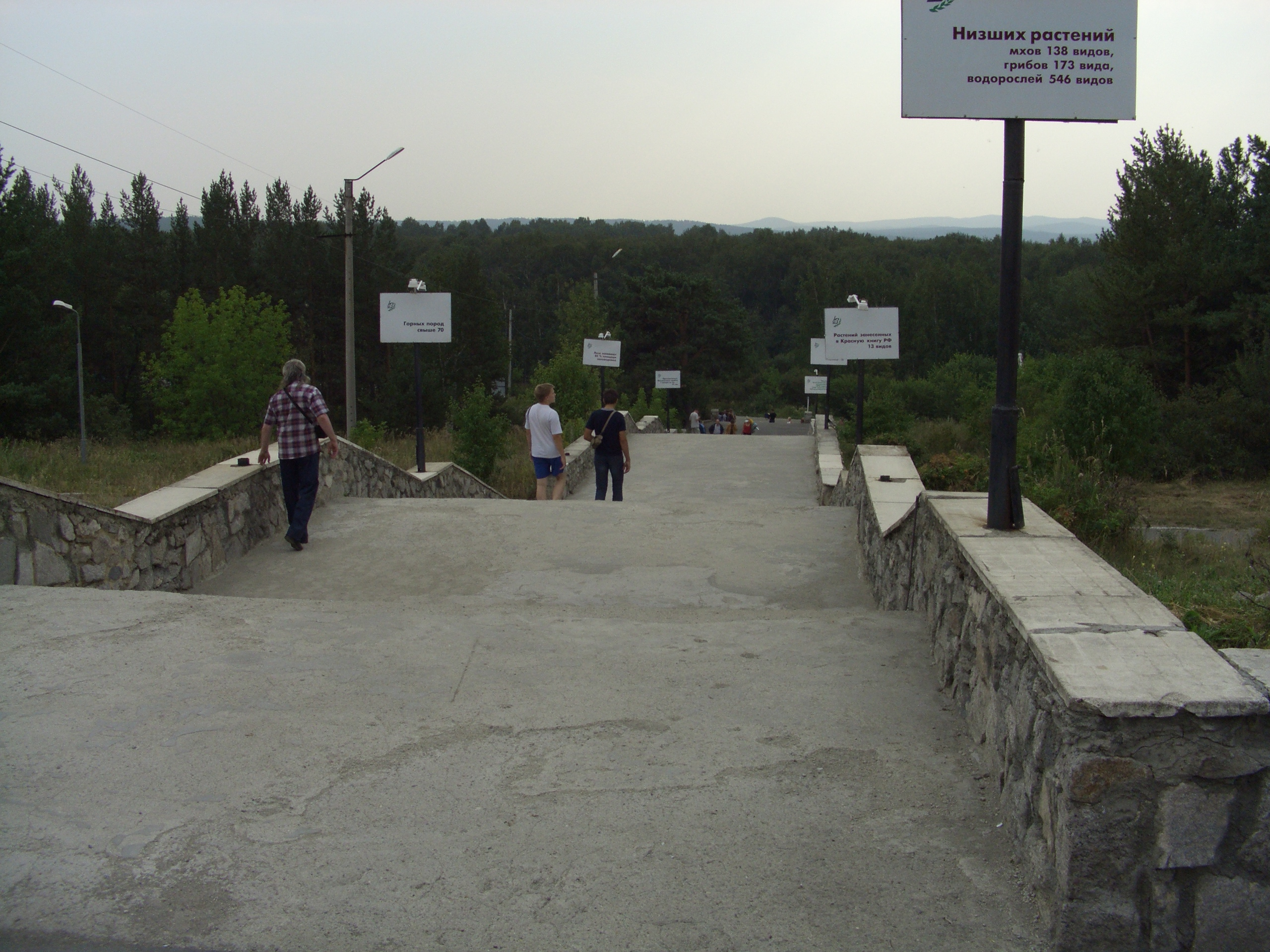
Пешеходная дорога к ИМин Уро РАН и Естественно-научному музею Ильменского заповедника: вид с верхней площадки лестницы
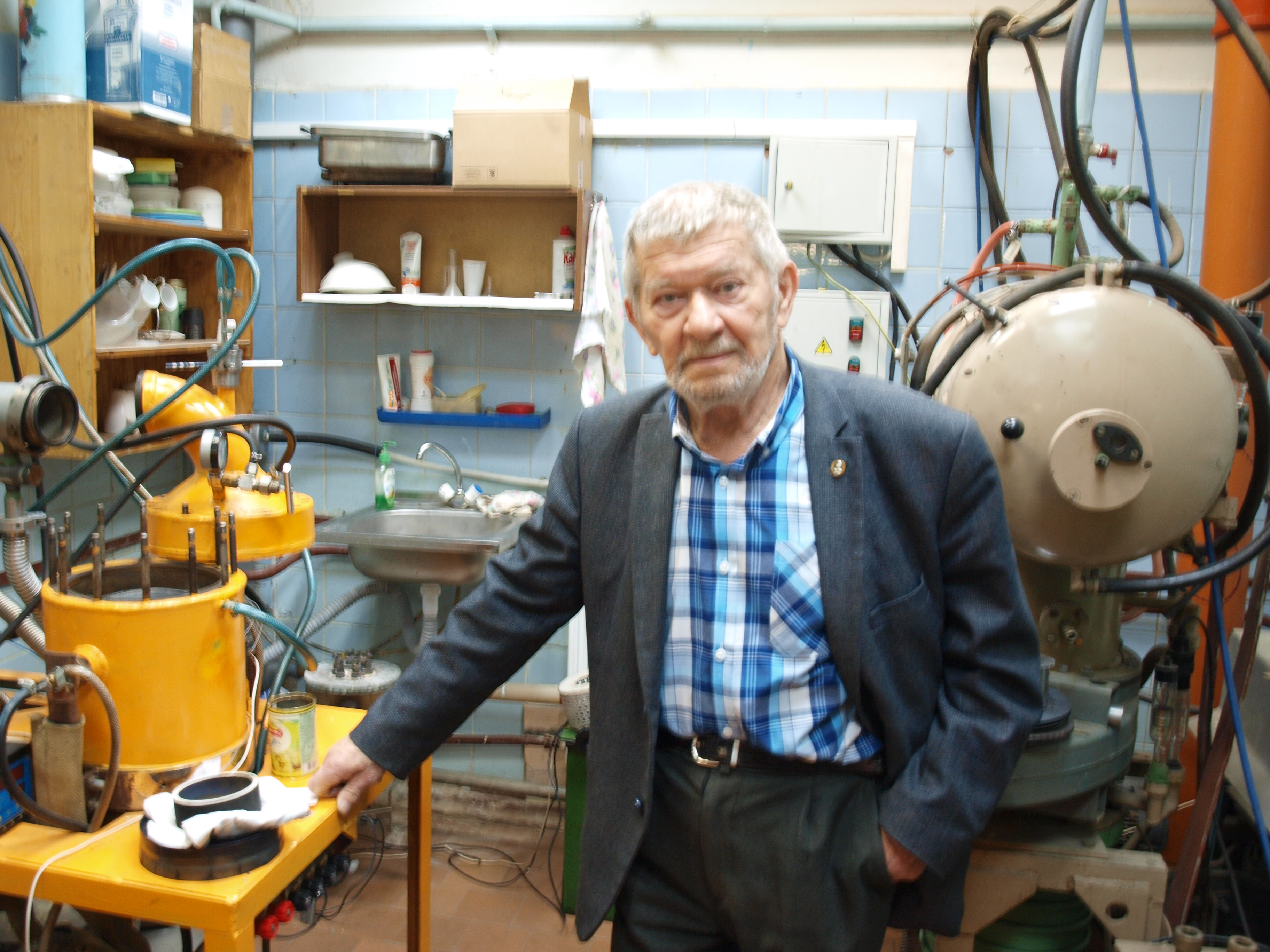
В. Н. Анфилогов в лаборатории ИМин Уро РАН
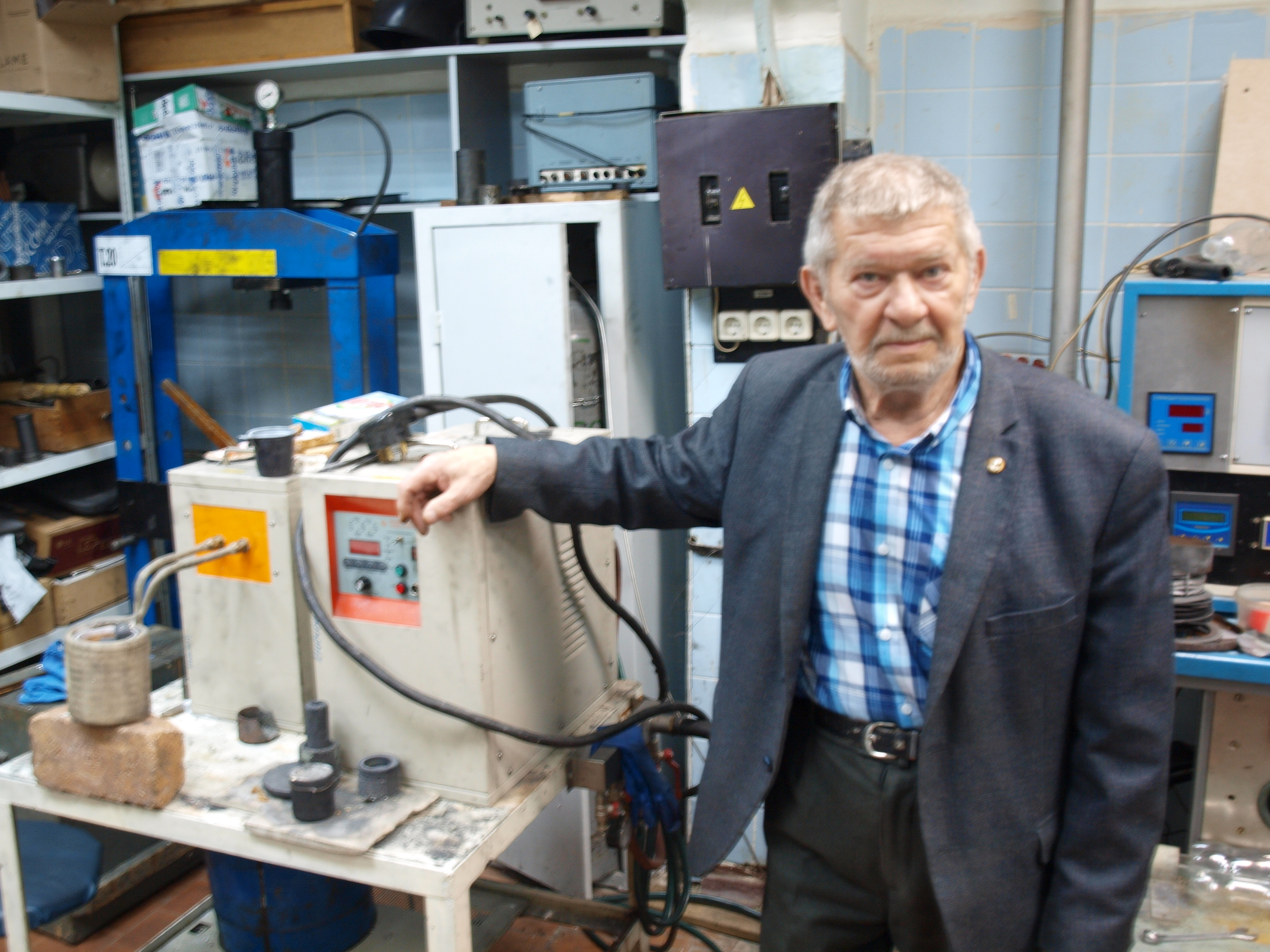
В. Н. Анфилогов в лаборатории института